# Ronde van Frankrijk 2023/Derde etappe
De derde etappe van de Ronde van Frankrijk 2023 was een vlakke rit met een lengte van 193,5 kilometer. De etappe werd verreden op 3 juli met de start in Amorebieta-Etxano en de finish in Bayonne. 

## Parcours
Het parcours van deze grotendeels vlakke etappe in Baskenland kwam over een heuvel van de derde en vierde categorie voordat de kust aan de Golf van Biskaje werd bereikt bij Lekeitio. Vervolgens werd de kust 80 kilometer lang gevolgd met een tussensprint bij kilometer 65,8 in Deba, gevolgd door twee heuvels van de derde categorie na 70,9 en 102,0 kilometer. Irun was de laatste plaats in Spanje voordat de grens werd over gestoken bij kilometer 133,5 en de renners de Franse plaats Hendaye inreden. De finish lag ruim 50 kilometer verderop in Bayonne.

## Verloop
Jasper Philipsen heeft de derde etappe van de Tour de France op zijn naam geschreven. Na twee heuvelachtige ritten door Baskenland, was het in de derde etappe eindelijk de beurt aan de snelle mannen van het peloton.
De Amerikaan Neilson Powless sprokkelde ook in de derde etappe weer de nodige punten, waardoor de bergtrui nog steviger om z'n schouders kwam te zitten. Samen met de Fransman Laurent Pichon kreeg hij de ruimte van het peloton, dat het rustig aan deed. Nadat Powless zijn bolletjestrui veilig had gesteld liet hij zich terugzakken naar het peloton en reed Pichon nog 40 kilometer alleen voorop. Mathieu van der Poel trok de sprint aan voor Philipsen die de sprint perfect afmaakte. Phil Bauhaus kwam als tweede over de streep en Caleb Ewan als derde. De beste Nederlandse sprinter was Fabio Jakobsen die beslag legde op de vierde plaats.

## Uitslag etappe
| Amorebieta-Etxano – Bayonne (193,5 km) |                   |                    |          |
| Plaats                                 | Naam              | Ploeg              | Tijd     |
| 1                                      | Jasper Philipsen  | Alpecin-Deceuninck | 4u43'15" |
| 2                                      | Phil Bauhaus      | Bahrain Victorious | z.t.     |
| 3                                      | Caleb Ewan        | Lotto Soudal       | z.t.     |
| 4                                      | Fabio Jakobsen    | Soudal-Quick Step  | z.t.     |
| 5                                      | Wout van Aert     | Team Jumbo-Visma   | z.t.     |
| 6                                      | Mark Cavendish    | Astana Qazaqstan   | z.t.     |
| 7                                      | Jordi Meeus       | BORA-hansgrohe     | z.t.     |
| 8                                      | Dylan Groenewegen | Team Jayco AlUla   | z.t.     |
| 9                                      | Mads Pedersen     | Lidl-Trek          | z.t.     |
| 10                                     | Bryan Coquard     | Cofidis            | z.t.     |

 –  Laurent Pichon was de strijdlustigste renner van de derde etappe.

## Klassementen

### Algemeen klassement
| Algemeen klassement (gele trui) |                          |                     |           |
| Plaats                          | Naam                     | Ploeg               | Tijd      |
| Gele trui                       | Adam Yates               | UAE Team Emirates   | 13u52'33" |
| 2                               | Tadej Pogačar            | UAE Team Emirates   | + 6"      |
| 3                               | Simon Yates              | Team Jayco AlUla    | z.t.      |
| 4                               | Victor Lafay             | Cofidis             | + 12"     |
| 5                               | Wout van Aert            | Team Jumbo-Visma    | + 16"     |
| 6                               | Jonas Vingegaard         | Team Jumbo-Visma    | + 17"     |
| 7                               | Michael Woods            | Israel-Premier Tech | + 22"     |
| 8                               | Mattias Skjelmose Jensen | Lidl-Trek           | z.t.      |
| 9                               | Jai Hindley              | BORA-hansgrohe      | z.t.      |
| 10                              | Mikel Landa              | Bahrain-Victorious  | z.t.      |
|                                 |                          |                     |           |
| 13                              | Wilco Kelderman          | Team Jumbo-Visma    | z.t.      |

### Puntenklassement
| Puntenklassement (groene trui) |                   |                       |        |
| Plaats                         | Naam              | Ploeg                 | Punten |
| Groene trui                    | Victor Lafay      | Cofidis               | 80     |
| 2                              | Jasper Philipsen  | Alpecin-Deceuninck    | 80     |
| 3                              | Wout van Aert     | Team Jumbo-Visma      | 52     |
| 4                              | Tadej Pogačar     | UAE Team Emirates     | 42     |
| 5                              | Mads Pedersen     | Lidl-Trek             | 39     |
| 6                              | Mark Cavendish    | Astana Qazaqstan      | 36     |
| 7                              | Neilson Powless   | EF Education-EasyPost | 32     |
| 8                              | Michael Woods     | Israel-Premier Tech   | 31     |
| 9                              | Jordi Meeus       | BORA-hansgrohe        | 31     |
| 10                             | Adam Yates        | UAE Team Emirates     | 30     |
|                                |                   |                       |        |
| 16                             | Dylan Groenewegen | Team Jayco AlUla      | 25     |

### Bergklassement
| Bergklassement (bolletjestrui) |                      |                          |        |
| Plaats                         | Naam                 | Ploeg                    | Punten |
| Bolletjestrui                  | Neilson Powless      | EF Education-EasyPost    | 18     |
| 2                              | Tadej Pogačar        | UAE Team Emirates        | 7      |
| 3                              | Jonas Vingegaard     | Team Jumbo-Visma         | 4      |
| 4                              | Pascal Eenkhoorn     | Lotto-Dstny              | 3      |
| 5                              | Georg Zimmermann     | Intermarché-Circus-Wanty | 3      |
| 6                              | Laurent Pichon       | Arkéa-Samsic             | 3      |
| 7                              | Jonas Gregaard       | Uno-X Pro Cycling Team   | 2      |
| 8                              | Simon Yates          | Team Jayco AlUla         | 2      |
| 9                              | Esteban Chaves       | EF Education-EasyPost    | 3      |
| 10                             | Edvald Boasson Hagen | Team TotalEnergies       | 2      |

### Jongerenklassement
| Jongerenklassement (witte trui) |                            |                        |           |
| Plaats                          | Naam                       | Ploeg                  | Tijd      |
| Witte trui                      | Tadej Pogačar              | UAE Team Emirates      | 13u52'39" |
| 2                               | Carlos Rodríguez           | INEOS Grenadiers       | + 16"     |
| 3                               | Mattias Skjelmose Jensen   | Lidl-Trek              | z.t.      |
| 4                               | Tom Pidcock                | INEOS Grenadiers       | + 37"     |
| 5                               | Matthew Dinham             | Team DSM-Firmenich     | + 3'02"   |
| 6                               | Tobias Halland Johannessen | Uno-X Pro Cycling Team | + 4'34"   |
| 7                               | Corbin Strong              | Israel-Premier Tech    | + 5'37"   |
| 8                               | Felix Gall                 | AG2R-Citroën           | z.t.      |
| 9                               | Mathieu Burgaudeau         | Team TotalEnergies     | + 11'49"  |
| 10                              | Matis Louvel               | Arkéa-Samsic           | + 13'03"  |
|                                 |                            |                        |           |
| 12                              | Maxim Van Gils             | Lotto-Dstny            | + 15'05"  |
| 17                              | Lars van den Berg          | Groupama-FDJ           | + 27'22"  |

### Ploegenklassement
| Ploegenklassement |                    |           |
| Plaats            | Ploeg              | Tijd      |
|                   | Team Jumbo-Visma   | 41u38'45" |
| 2                 | Bahrain-Victorious | + 42"     |
| 3                 | INEOS Grenadiers   | z.t.      |
| 4                 | UAE Team Emirates  | + 1'07"   |
| 5                 | Lidl-Trek          | + 3'26"   |

1e etappe ·
2e etappe ·
3e etappe ·
4e etappe ·
5e etappe ·
6e etappe ·
7e etappe ·
8e etappe ·
9e etappe ·
10e etappe ·
11e etappe ·
12e etappe ·
13e etappe ·
14e etappe ·
15e etappe ·
16e etappe ·
17e etappe ·
18e etappe ·
19e etappe ·
20e etappe ·
21e etappe
Startlijst · Eindstanden · Afbeeldingen